# Huernia occulta
Huernia occulta är en oleanderväxtart som beskrevs av Leach och Plowes. Huernia occulta ingår i släktet Huernia och familjen oleanderväxter. Inga underarter finns listade i Catalogue of Life.